# Морозан, Владимир Васильевич
Влади́мир Васи́льевич Мороза́н (род. 16 февраля 1957, Кишинёв) — русский историк и генеалог, доктор исторических наук, профессор Института истории СПбГУ.

## Биография
В. В. Морозан родился в молдавской семье сотрудника милиции и служащей винной промышленности. Род Морозанов относился к мелкопоместным собственникам Бессарабии. После школы приехал поступать на философский факультет, но безуспешно. Через несколько лет, в 1984 году поступать на исторический факультет Ленинградского государственного университета, который окончил в 1990 году. Обучение проходил на кафедре нового и новейшего времени. Научным руководителем была Нина Петровна Евдокимова. В университете занимался историей русско-германских торговых отношений. Учителя: Б. В. Ананьич, Е. Р. Ольховский
После окончания университета некоторое время работал заместителем начальника подросткового клубного объединения Невского района, затем занял вакансию преподавателя в СПбГМУ на кафедре отечественной истории. Состоял соискателем по кафедре политической истории СПбГУ (заведующий — К. К. Худолей), затем — при СПбФИРИ РАН (ныне — СПб. Институт Истории). В 1996 году в институте Владимир Васильевич защитил кандидатскую диссертацию: «Государственные сберегательные кассы в дореволюционной России». В том же институте в 2001 году Морозан защитил докторскую диссертацию: «История банковского дела в России (вторая половина XVIII — первая половина XIX вв.)».
Начав преподавание в Санкт-Петербургском государственном медицинском университет, где в 1991—1996 годах Морозан работал на кафедре отечественной истории, впоследствии в 1996—1997 годах он работал редактором Санкт-Петербургской Независимой гуманитарной академии. С 1997 по 2008 год — старший преподаватель, доцент, профессор (с 2002) в Санкт-Петербургском государственном аграрном университете, в 2003—2008 годах заведовал в университете кафедрой российской истории.
С 2008 по 2014 год являлся профессором кафедры истории предпринимательства и менеджмента Исторического факультета СПбГУ. С 2014 года состоит профессором кафедры истории народов стран Содружества Независимых Государств Института истории СПбГУ. В сферу его научных интересов входят экономическая история XVIII—XX веков, социальная история, краеведение, генеалогия. Большинство его работ посвящены истории финансов и банковского дела, сословного строя Российской империи, а также истории предпринимательства России. В частности, при его участии вышли в свет такие фундаментальные издания как «Кредит и банки в России до начала XX века: Санкт-Петербург и Москва» (2005), «История Банка России. 1860—2010» (2010). Исследования Морозана основаны на обширных архивных источниках, насыщены статистическими сведениями.

## Награды
Лауреат премии РАН им. академика И. Д. Ковальченко (2015) за монографию «Деловая жизнь на юге России в XIX — начале XX века».
В апреле 2019 г. награждён медалью Академии наук Молдовы имени Николая Милеску Спэтару.
Лауреат Макарьевской премии в номинации «История православных стран и народов» за книгу «Бессарабия и её дворянство в  XIX-начале XX в.» (2019, вторая премия).

## Труды

### Монографии
- История банковского дела в России (вторая половина XVIII — первая половина XIX вв.). СПб.: Изд-во СПбГУ, 2001. — 388 с. ISBN 5-288-02960-1.
- Второе издание — Санкт-Петербург: Крига, 2004. — 400 с. ISBN 5-901805-18-6
- История сберегательных касс в императорской России. СПб.: Соларт, 2007. — 252 с. ISBN 5-902543-14-2
- Деловая жизнь на юге России в XIX — начале XX века. СПб.: Дмитрий Буланин, 2014. — 616 с. ISBN 978-5-86007-752-2
- Бессарабия и её дворянство в XIX — начале XX века.: в 2 т. СПб.: Дмитрий Буланин, 2018. — Т. 1. 616 с. ISBN 978-5-86007-869-7; Т. 2. 592 с. ISBN 978-5-86007-870-3
  - Её перевод на молдавский язык —  Basarabia si nobilimea ei în secolul al XiX-lea — începutul secolului al XX-lea. in 2 vol. — Chișinău: Cartier, 2023. V. 1. 533 p. ISNB 9789975866583; V. 2. 703 p. ISNB 9789975866934
- Санкт-Петербургская контора Государственного банка и её клиенты (1894—1917 гг). СПб.: Дмитрий Буланин, 2021. — 608 с. ISBN 978-5-86007-972-4
- Дворянство Санкт-Петербургской губернии в последней трети XVIII - начале XX века. СПб.: Дмитрий Буланин, 2025. - 896 с. ISBN 978-5-6049518-5-9
- ______________________________________________
- Петербург. История банков (совм. с Б. В. Ананьичем, С. Г. Беляевым, З. В. Дмитриевой, С. К. Лебедевым, П. В. Лизуновым). СПб.: Третье тысячелетие, 2001. — 304 с. ISBN 5-88325-048-3
- Кредит и банки в России до начала XX в.: Санкт-Петербург и Москва (совм. с Б. В. Ананьичем, М. И. Арефьевой, С. Г. Беляевым, А. В. Бугровым, М. М. Дадыкиной, О. В. Драган, З. В. Дмитриевой, С. К. Лебедевым, П. В. Лизуновым, Ю. А. Петровым, С. А. Саламатиной). СПб.: Изд-во СПбГУ, 2005. — 667 с. ISBN 5-288-03865-1
- История Банка России. 1860—2010: в 2 т. — М.: РОССПЭН, 2010. Т. 1: Государственный банк Российской империи (совм. с Б. В. Ананьичем, А. В. Бугровым, О. В. Драган, А. П. Корелиным, С. К. Лебедевым, П. В. Лизуновым, И. Н. Левичевой, Ю. А. Петровым, Л. Е. Шепелевым). — 623 с. ISBN 978-5-8243-1423-6 (т. 1)
- Финансовая система Крыма: факты, события, люди. К 240-летию создания финансовых органов Крыма (1784—2024). Симферополь, 2023. — 376 с. (совместно с Борщик Н. Д. и Прохоровым Д. А.)

### Отдельные статьи
- Материальное обеспечение приходского духовенства С.-Петербургской губернии в XIX — начале XX века // Вестник Исторического общества Санкт-Петербургской Духовной Академии. № 1 (6) — 2021. С. 155—170;
- Дворянские выборы в Санкт-Петербургской губернии в последней трети XVIII века // Via in tempore. История. Политология. 2022. 49(2). С. 361—374;
- Дворянское землевладение и землепользование в Царскосельском уезде С.-Петербургской губернии в конце XVIII — начале XX века // Известия Самарского научного центра Российской академии наук. Исторические науки. 2022. Т. 4. № 2. С. 18-44;
- Из истории русской экономической эмиграции кон. XIX — нач. XX вв. // Новый Часовой. СПб., 1996. № 4. С. 23—34[4].
- Успехи и неудачи предпринимательской династии Каменских // Уральский исторический вестник. 2021. № 3 (72). С. 76-85;
- Женский труд в Центральном управлении и в Санкт-Петербургской конторе Государственного банка Российской империи в конце XIX — начале XX века // Вестника ВолГУ. Серии 4 "История. Регионоведение. Международные отношения 2021. Том. 26 (№ 2). С. 95-106;
- Экономическое положение Русской Православной Церкви в конце XIX — начале XX вв. // Нестор. СПб. — Кишинёв, 2000. № 1. С. 311—300[5].
- Из истории учреждения и деятельности отделений Государственного банка в Крыму во второй половине XIX — начале XX в. // Вестник Московского университета. Серия 8. История. 2020. № 3. С. 56-77;
- Кредитные операции Государственного банка в Таврической губ. в конце XIX — начале XX в. // Вестник Московского университета. Серия 8. История. 2020. № 6. С. 40-63;
- Из истории архивного дела в России. // Петербургская историческая школа: Альманах. СПб., 2004. С. 370—385.
- Законодательное регулирование торговой несостоятельности в России в первой половине XIX в. Институту правоведения и предпринимательства — 10 лет. Юбилейный сб. трудов. СПб.: Институт правоведения и предпринимательства, 2004. С. 13—19.
- Мелкопоместное дворянство Центрально-земледельческого района России в XIX в. // Социально-культурные аспекты истории экономики России XIX—XX веков. — Труды исторического ф-та СПбГУ. Т. 9. СПб., 2012. С. 23-39;
- Попытки создания исторического архива в Одессе А. А. Скальковским. // Вестник архивиста. № 1. 2013. С. 19-33;
- Экономическое положение Кишинёвской епархии в XIX — нач. XX в. // «Вестник Православного Свято-Тихоновского Гуманитарного Университета». Серия II. № 6 (73) 2016. С. 55-68;
- Политическая борьба на Румынском фронте в 1917 г. // Русин. 2018. Том. 53. Вып. 3. С. 14-32;
- Материальное обеспечение приходского духовенства соборов С.-Петербурга в XIX — начале XX века // Вестник ПСТГУ. Серия История. 2020. № 2 (94). С. 31-44;
- Особенности службы в архиве С.-Петербургской конторы Государственного банка в начале XX века // Вестник архивиста. 2020. № 2. С. 478—492;
- Из истории архива Департамента герольдии Правительствующего Сената России // Вестник Пермского университета. История. 2023. № 1(60). С. 124—133;
- Бессарабский дворянский род Мавродиных // Вестник СПбГУ Серия 2. Выпуск 4. 2014. С. 31 — 34.